# Волков, Михаил Михайлович (генерал-майор)
Михаи́л Миха́йлович Во́лков (1776—1820) — русский военный полковой командир Отечественной войны 1812 года, генерал-майор Русской императорской армии.

## Биография
Михаил Волков родился в 1776 году в дворянской семье. 4 марта 1781 года записан сержантом в лейб-гвардии Преображенский полк. 1 января 1794 года выпущен ротмистром в Полтавский легкоконный полк.
В 1794 году произведен ротмистром в Полтавский легкоконный полк, а в мае 1799 года, по Высочайшему повелению был отставлен от службы «за старостью», но в 1800 году снова определен на службу в Кирасирский, графа Салтыкова, полк с производством в подполковники.

В 1806 году Волков, в рядах этого полка, сражался под Пултуском, Прейсиш-Эйлау, Гейльсбергом и Фридландом и после Тильзитского мира был произведён в полковники, получив Екатеринославский кирасирский полк. Командуя им во время Отечественной войны, Волков сражался 24 августа у Шевардинского редута; 26-го участвовал в Бородинском сражении, дважды был ранен, за что 23 декабря 1812 года был награждён орденом Святого Георгия 4-го кл.
В воздаяние ревностной службы и отличия, оказанного в сражении против французских войск 1812 года августа 24-го, где несколько раз опрокинул кавалерийские колонны и неприятельских стрелков, причем ранен пулею в левую ногу, а в левое плечо получил контузию, равным образом, действуя с храбростию и 26 числа, получил также контузию от картечи в левое плечо.
 Затем отличился в боях под Красным. В 1813 году принимал участие в битвах под Люценом, Бауценом и Лейпцигом.
Под Красным кирасиры Волкова совершили удачную атаку на французскую колонну, за что Волков был награждён орденом Святой Анны 2 степени. За участие в преследовании французской армии за Неман был произведён в генерал-майоры.
Лейпцигская баталия стала последним сражением Волкова. Бородинские контузии изнуряли его и лишали возможности нести службу.
В 1814 году он был зачислен по кавалерии и уволен по болезни в отпуск.
Михаил Михайлович Волков умер 30 ноября 1820 года в городе Белгороде.
Под командой Волкова Екатеринославский кирасирский полк заслужил Георгиевские штандарты: «За отличие при поражении и изгнании неприятеля из пределов России 1812 г.».